# Macrolabis altaicus
Macrolabis altaicus är en tvåvingeart som beskrevs av Fedotova 2004. Macrolabis altaicus ingår i släktet Macrolabis och familjen gallmyggor.
Artens utbredningsområde är Kazakstan. Inga underarter finns listade i Catalogue of Life.